# 동물권당
동물권당(독일어: Tierrechtspartei, 티레흐트스 파르타이[*], 약칭 TRP)은 동물보호를 위해 설립된 오스트리아의 정당이다.